# إلمر برغر
ألمر برغر (بالإنجليزية: Elmer Berger)‏ (1908-1996)هو حاخام وكاتب يهودي، متحرر من الفكر الصهيوني، ومن الذين يقفون في وجه الإرهاب الفكري الصهيوني.
كرس عمله ووقته لمحاربة الصهيونية وفضح ادعاءاتها وتحذير اليهود من خرافاتها وأخطارها.
ساهم في تأسيس وقيادة المجلس الأمريكي لليهودية بهدف التصدي لإنشاء الدولة الصهيونية على اعتبار انها لايمكن الن تمثل جميع اليهود بأي معنى قومي أو سياسي.
زار بلدان الشرق الأوسط عام 1955، وكتب رسالة من القدس وصف البؤس الذي سببته الصهيونية وقال فيها «أشعر شعوراً عميقاً مذلا بالخجل من كوني يهودياً وان سرائيل تضطهد اليهود أنفسم».
وقام بإصدار منشورات ودوريات عديدة لشرح أفكارة المعادية للصهيونية.
وبعد حرب 1967 قام بجولة في أوروبا الغربية وألقى العديد من المحاضرات ضد السياسة الإسرائيلية، كما أدلى بتصريح
للنيويورك تايمز قال فيه صراحة ان إسرائيل هي المعتدية، مما أثار سخط الصهاينة في كل مكان
وأخذ أقطاب المجلس الأمريكي لليهودية يضغطون عليه، الأمر الذي أدى إلى استقالته عام 1967 ليعمل بعدها على إنشاء لجنة «بديل يهودي للصهيونيه».
له عدة مؤلفات من أهمها «المعضلة اليهودية».